# Rainbow Coffee House
Le Rainbow Coffee House était un célèbre coffee house situé au 15 Fleet Street, à Londres. Il a ouvert ses portes en 1657 sous la direction de James Farr, devenant alors le second café de Londres.

## Historique
Le Rainbow a fourni un lieu de rencontre pour les francs-maçons et les huguenots réfugiés français, qui y ont établi un centre d'information. Le Rainbow Coffee House a également été mis sur le devant de la scène par Titus Oates, qui a accusé Sir Philip Lloyd de nier l'existence d'un complot papiste là-bas, trouvant des témoins parmi les buveurs de café pour témoigner contre lui.
En 1719, John Woodward a écrit une satire The Two Sosias: Or, the True Dr. Byfield at the Rainbow Coffee-House, to the Pretender in Jermyn-Street.
David Hughson a écrit en 1807 que le Rainbow a été remplacé par le Nando's Coffee House dans le même bâtiment, plus tard au XVIIe siècle.

## Personnalités rattachées à l'établissement
De nombreux huguenots notables étaient associés au Rainbow Coffee House. Cependant, il y avait aussi d'autres notables allemands et anglais.

### Français exilés
- Paul Colomiès (1638–1692)
- César de Missy (1703–1775)
- John Theophilus Desaguliers (1683 - 1744)
- Pierre Des Maizeaux (1673–1745)
- David Durand (1680 - 1763)
- Pierre-Antoine Motteux (1663 - 1718)
- Michel de La Roche (1710–1731)
- Voltaire (1694 - 1778)

### Autres
- Anthony Collins (1676 - 1729)
- David Hume (1711 - 1776)
- Richard Mead (1673 - 1754)
- Daniel Maichel (1693–1752)
- Thomas Sprat (1635 - 1713)
- John Toland (1670 - 1722)